# Plongeon aux Jeux olympiques d'été de 2012 – Haut-vol à 10 mètres hommes
Navigation
Pékin 2008 Rio de Janeiro 2016
L'épreuve de haut-vol à 10 mètres hommes des Jeux olympiques d'été de 2012 a eu lieu les 10 et 11 août au London Aquatics Centre.

## Médaillés
| Or           | Argent | Bronze    |
| David Boudia | Qiu Bo | Tom Daley |

## Qualification
Pour cette épreuve, les qualifiés directs sont les douze finalistes de cette épreuve lors des Championnats du monde de natation 2011, les 5 champions continentaux dans cette épreuve et au maximum 18 demi-finalistes de la coupe du monde de plongeon 2012. Aussi, certains plongeurs ont obtenu leurs places par invitation. Chaque nation peut qualifier au maximum 2 plongeurs par épreuve individuelle.

## Format de la compétition
La compétition a lieu en trois phases. Lors des éliminatoires, les 34 plongeurs exécutent 6 plongeons et les 18 meilleurs se qualifient pour les demi-finales. Lors de cette demi-finale, les 18 plongeurs restants exécutent de nouveau six plongeons, les scores des qualifications sont effacés et 12 meilleurs participent à la finale. Enfin, lors de la finale, les 12 plongeurs exécutent six plongeons avec cette fois-ci les scores des demi-finales sont effacés.

## Calendrier
Toutes les heures sont en British Summer Time (UTC+1).
| Date                  | Temps           | Tour               |
| --------------------- | --------------- | ------------------ |
| Vendredi 10 août 2012 | 19 h 00         | Éliminatoires      |
| Samedi 11 août 2012   | 10 h 00 20 h 30 | Demi-finale Finale |

## Résultats
| Rang                                | Plongeur             | Pays            | Éliminatoires | Éliminatoires | Demi-finale  | Demi-finale  | Demi-finale  | Demi-finale  | Demi-finale  | Demi-finale  | Demi-finale  | Demi-finale  | Finale       | Finale       | Finale       | Finale       | Finale       | Finale       | Finale       |              |
| Rang                                | Plongeur             | Pays            | Points        | Rang          | Plongeon 1   | Plongeon 2   | Plongeon 3   | Plongeon 4   | Plongeon 5   | Plongeon 6   | Points       | Rang         | Plongeon 1   | Plongeon 2   | Plongeon 3   | Plongeon 4   | Plongeon 5   | Plongeon 6   | Points       |              |
| ----------------------------------- | -------------------- | --------------- | ------------- | ------------- | ------------ | ------------ | ------------ | ------------ | ------------ | ------------ | ------------ | ------------ | ------------ | ------------ | ------------ | ------------ | ------------ | ------------ | ------------ | ------------ |
| Médaille d'or, Jeux olympiques      | David Boudia         | États-Unis      | 439,15        | 18            | 88,20        | 86,40        | 94,35        | 85,80        | 82,80        | 93,60        | 531,15       | 3            | 97,20        | 86,40        | 99,90        | 90,75        | 91,80        | 102,60       | 568,65       |              |
| Médaille d'argent, Jeux olympiques  | Qiu Bo               | Chine           | 563,70        | 1             | 89,60        | 85,75        | 94,05        | 102,60       | 94,35        | 97,20        | 563,55       | 1            | 91,20        | 94,50        | 92,40        | 93,60        | 94,35        | 100,80       | 566,85       |              |
| Médaille de bronze, Jeux olympiques | Tom Daley            | Grande-Bretagne | 448,45        | 15            | 81,00        | 86,40        | 84,00        | 88,80        | 91,80        | 89,10        | 521,10       | 4            | 91,80        | 86,40        | 92,75        | 98,05        | 97,20        | 90,75        | 556,95       |              |
| 4                                   | Victor Minibaev      | Russie          | 449,05        | 14            | 81,60        | 86,95        | 79,20        | 81,00        | 91,80        | 93,60        | 514,15       | 6            | 81,60        | 92,50        | 89,10        | 81,00        | 91,80        | 91,80        | 527,80       |              |
| 5                                   | José Guerra          | Cuba            | 440,90        | 17            | 76,50        | 88,20        | 86,40        | 81,60        | 79,20        | 90,00        | 501,90       | 9            | 76,50        | 88,20        | 86,40        | 96,90        | 82,50        | 97,20        | 527,70       |              |
| 6                                   | Lin Yue              | Chine           | 532,15        | 2             | 81,60        | 94,05        | 102,60       | 94,35        | 75,60        | 93,60        | 541,80       | 2            | 91,20        | 94,05        | 91,80        | 68,45        | 91,80        | 90,00        | 527,30       |              |
| 7                                   | Iván García          | Mexique         | 491,70        | 6             | 88,80        | 87,45        | 86,10        | 81,00        | 74,25        | 79,80        | 497,40       | 10           | 83,25        | 82,50        | 98,40        | 81,00        | 89,10        | 87,40        | 521,65       |              |
| 8                                   | Martin Wolfram       | Allemagne       | 496,80        | 4             | 91,80        | 86,40        | 79,20        | 86,40        | 86,40        | 88,80        | 519,00       | 5            | 97,20        | 86,40        | 77,55        | 64,80        | 88,20        | 92,50        | 506,65       |              |
| 9                                   | Nicholas McCrory     | États-Unis      | 480,90        | 8             | 76,80        | 83,20        | 83,25        | 89,10        | 84,15        | 90,00        | 506,50       | 7            | 86,40        | 75,20        | 83,25        | 79,20        | 84,15        | 97,20        | 505,40       |              |
| 10                                  | Sascha Klein         | Allemagne       | 525,05        | 3             | 76,80        | 90,65        | 89,25        | 91,80        | 74,25        | 81,00        | 503,75       | 8            | 80,00        | 83,25        | 66,50        | 97,20        | 77,55        | 91,80        | 496,30       |              |
| 11                                  | Riley McCormick      | Canada          | 452,75        | 11            | 72,00        | 86,40        | 81,60        | 79,20        | 79,20        | 97,20        | 495,60       | 12           | 76,50        | 86,40        | 81,60        | 79,20        | 74,25        | 95,40        | 493,35       |              |
| 12                                  | Oleksandr Bondar     | Ukraine         | 481,65        | 7             | 78,40        | 77,70        | 82,80        | 89,10        | 89,10        | 79,20        | 496,30       | 11           | 72,00        | 88,80        | 82,80        | 79,20        | 56,10        | 64,80        | 443,70       |              |
| 13                                  | Matthew Mitcham      | Australie       | 457,20        | 9             | 75,00        | 85,80        | 86,40        | 90,75        | 74,25        | 70,20        | 482,40       | 13           | Non qualifié | Non qualifié | Non qualifié | Non qualifié | Non qualifié | Non qualifié | Non qualifié |              |
| 14                                  | Germán Sánchez       | Mexique         | 495,85        | 5             | 85,80        | 91,20        | 36,30        | 86,10        | 89,10        | 88,80        | 477,30       | 14           | Non qualifié | Non qualifié | Non qualifié | Non qualifié | Non qualifié | Non qualifié | Non qualifié |              |
| 15                                  | Anton Zakharov       | Ukraine         | 451,35        | 12            | 76,80        | 86,40        | 88,80        | 84,15        | 36,75        | 91,80        | 464,70       | 15           | Non qualifié | Non qualifié | Non qualifié | Non qualifié | Non qualifié | Non qualifié | Non qualifié |              |
| 16                                  | Gleb Galperin        | Russie          | 445,60        | 16            | 81,30        | 37,40        | 72,00        | 89,10        | 89,10        | 84,60        | 453,80       | 16           | Non qualifié | Non qualifié | Non qualifié | Non qualifié | Non qualifié | Non qualifié | Non qualifié |              |
| 17                                  | Víctor Ortega        | Colombie        | 450,60        | 13            | 68,80        | 63,00        | 69,30        | 78,40        | 80,85        | 79,20        | 439,55       | 17           | Non qualifié | Non qualifié | Non qualifié | Non qualifié | Non qualifié | Non qualifié | Non qualifié |              |
| 18                                  | Jeinkler Aguirre     | Cuba            | 453,50        | 10            | 72,00        | 75,20        | 55,80        | 83,20        | 64,35        | 86,40        | 436,95       | 18           | Non qualifié | Non qualifié | Non qualifié | Non qualifié | Non qualifié | Non qualifié | Non qualifié |              |
| 19                                  | Bryan Lomas          | Malaisie        | 434,95        | 19            | Non qualifié | Non qualifié | Non qualifié | Non qualifié | Non qualifié | Non qualifié | Non qualifié | Non qualifié | Non qualifié | Non qualifié | Non qualifié | Non qualifié | Non qualifié | Non qualifié | Non qualifié | Non qualifié |
| 20                                  | James Connor         | Australie       | 427,45        | 20            | Non qualifié | Non qualifié | Non qualifié | Non qualifié | Non qualifié | Non qualifié | Non qualifié | Non qualifié | Non qualifié | Non qualifié | Non qualifié | Non qualifié | Non qualifié | Non qualifié | Non qualifié | Non qualifié |
| 21                                  | Vadim Kaptur         | Biélorussie     | 420,60        | 21            | Non qualifié | Non qualifié | Non qualifié | Non qualifié | Non qualifié | Non qualifié | Non qualifié | Non qualifié | Non qualifié | Non qualifié | Non qualifié | Non qualifié | Non qualifié | Non qualifié | Non qualifié | Non qualifié |
| 22                                  | Sebastian Villa      | Colombie        | 419,25        | 22            | Non qualifié | Non qualifié | Non qualifié | Non qualifié | Non qualifié | Non qualifié | Non qualifié | Non qualifié | Non qualifié | Non qualifié | Non qualifié | Non qualifié | Non qualifié | Non qualifié | Non qualifié | Non qualifié |
| 23                                  | Peter Waterfield     | Grande-Bretagne | 412,45        | 23            | Non qualifié | Non qualifié | Non qualifié | Non qualifié | Non qualifié | Non qualifié | Non qualifié | Non qualifié | Non qualifié | Non qualifié | Non qualifié | Non qualifié | Non qualifié | Non qualifié | Non qualifié | Non qualifié |
| 24                                  | Amund Gismervik      | Norvège         | 401,55        | 24            | Non qualifié | Non qualifié | Non qualifié | Non qualifié | Non qualifié | Non qualifié | Non qualifié | Non qualifié | Non qualifié | Non qualifié | Non qualifié | Non qualifié | Non qualifié | Non qualifié | Non qualifié | Non qualifié |
| 25                                  | Christofer Eskilsson | Suède           | 375,30        | 25            | Non qualifié | Non qualifié | Non qualifié | Non qualifié | Non qualifié | Non qualifié | Non qualifié | Non qualifié | Non qualifié | Non qualifié | Non qualifié | Non qualifié | Non qualifié | Non qualifié | Non qualifié | Non qualifié |
| 26                                  | Park Ji-Ho           | Corée du Sud    | 370,50        | 26            | Non qualifié | Non qualifié | Non qualifié | Non qualifié | Non qualifié | Non qualifié | Non qualifié | Non qualifié | Non qualifié | Non qualifié | Non qualifié | Non qualifié | Non qualifié | Non qualifié | Non qualifié | Non qualifié |
| 27                                  | Francesco Dell'Uomo  | Italie          | 370,25        | 27            | Non qualifié | Non qualifié | Non qualifié | Non qualifié | Non qualifié | Non qualifié | Non qualifié | Non qualifié | Non qualifié | Non qualifié | Non qualifié | Non qualifié | Non qualifié | Non qualifié | Non qualifié | Non qualifié |
| 28                                  | Andrea Chiarabini    | Italie          | 367,75        | 28            | Non qualifié | Non qualifié | Non qualifié | Non qualifié | Non qualifié | Non qualifié | Non qualifié | Non qualifié | Non qualifié | Non qualifié | Non qualifié | Non qualifié | Non qualifié | Non qualifié | Non qualifié | Non qualifié |
| 29                                  | Hugo Parisi          | Brésil          | 363,70        | 29            | Non qualifié | Non qualifié | Non qualifié | Non qualifié | Non qualifié | Non qualifié | Non qualifié | Non qualifié | Non qualifié | Non qualifié | Non qualifié | Non qualifié | Non qualifié | Non qualifié | Non qualifié | Non qualifié |
| 30                                  | Eric Sehn            | Canada          | 363,90        | 30            | Non qualifié | Non qualifié | Non qualifié | Non qualifié | Non qualifié | Non qualifié | Non qualifié | Non qualifié | Non qualifié | Non qualifié | Non qualifié | Non qualifié | Non qualifié | Non qualifié | Non qualifié | Non qualifié |
| 31                                  | Timofei Hordeichik   | Biélorussie     | 350,05        | 31            | Non qualifié | Non qualifié | Non qualifié | Non qualifié | Non qualifié | Non qualifié | Non qualifié | Non qualifié | Non qualifié | Non qualifié | Non qualifié | Non qualifié | Non qualifié | Non qualifié | Non qualifié | Non qualifié |
| 32                                  | Ri Hyun-Ju           | Corée du Nord   | 331,30        | 32            | Non qualifié | Non qualifié | Non qualifié | Non qualifié | Non qualifié | Non qualifié | Non qualifié | Non qualifié | Non qualifié | Non qualifié | Non qualifié | Non qualifié | Non qualifié | Non qualifié | Non qualifié | Non qualifié |